# Серебрянский горный кедровник
Серебря́нский го́рный кедро́вник — ботанический памятник природы в городском округе Карпинск, Свердловская область, Россия. 
Серебрянский горный кедровник расположен на восточном склоне горы Серебрянский Камень, в бассейне реки 2-й Серебрянки, на высоте 800—850 м. Возраст кедровых деревьев составляет 330—380 лет. Площадь памятника природы составляет 709 га.
Постановлением Правительства Свердловской области от 17 января 2001 года № 41-ПП ботанический памятник природы включён в перечень особо охраняемых природных территорий Свердловской области. Этим же правовым актом охрана территории объекта возложена на Карпинское лесничество.